# Богородский городской округ (Московская область)
Богоро́дский городско́й о́круг — муниципальное образование, расположенное на северо-востоке Московской области России. Ему соответствует административно-территориальная единица город областного подчинения Ноги́нск с административной территорией.
Назван по бывшему названию его административного центра — города Ногинска (Богоро́дск до 1930 года).

## География
Богородский городской округ граничит с Киржачским районом Владимирской области и с городскими округами Московской области: Черноголовка, Лосино-Петровский, Павловский Посад, Балашиха, Электросталь, Раменский, Щёлково. Городской округ частично располагается в пределах Мещёры, северо-западная граница которой проходит по реке Клязьма.
Площадь городского округа составляет 808,00 км².

### Гидрография
Основные реки — Клязьма и её притоки Воря, Шерна, верховья Вохны (с притоком Ходца). Из мелких притоков Клязьмы: Шаловка, Лавровка, Черноголовка, Загрёбка, Плотня; приток Шерны — Дубёнка; притоки Вори — Жмучка и Пружёнка; и истоки речек бассейна Москва-реки — Донинки и Вьюнки.
Из озёр выделяются: Бисерово — крупнейшее озеро городского округа, Луково — самое глубокое озеро городского округа, Боровое — наиболее чистое озеро городского округа; а также озёра Ковёрши, Рабиновское и Шишовское.
Водохранилища и пруды: Бисеровское водохранилище, Черноголовский, Купавинский, Боровковский, Ивановский, Пашуковский и Колонтаевский пруды, запружены Клязьма в черте Ногинска Успенской плотиной, и Шерна Караваевской плотиной.
Есть несколько водоёмов на месте бывших карьеров: Аборинский и Успенский — сообщающиеся с Клязьмой, «Шоколадка».

### Природные ресурсы
Огнеупорные белые глины, а также толстофарфоровое сырьё и строительные глины на крупнейшем в Московской области «Кудиновском» месторождении под городом Электроугли с запасами около 3 млрд тонн.
На территории округа добываются доломиты (Буньково), песчано-гравийный материал (Балобаново), пески стекольные (Старая Купавна).

## История
1 января 2018 года сельское поселение Стёпановское Ногинского муниципального района было упразднено и передано из его состава в состав городского округа Электросталь, а оставшиеся городские и сельские поселения Ногинского муниципального района законом № 68/2018-ОЗ от 23 мая 2018 года преобразованы 5 июня 2018 года путём их объединения в Богородский городской округ.
Символика Ногинского муниципального района была принята в качестве герба и флага Богородского городского округа как его правопреемника.

## Население
| 2018    | 2019     | 2020     | 2021     | 2023     | 2024     |
| ------- | -------- | -------- | -------- | -------- | -------- |
| 207 324 | ↗208 413 | ↗214 881 | ↗218 855 | ↘218 485 | ↗220 062 |

### Национальный состав
По итогам переписи населения 2020 года проживали следующие национальности (национальности менее 0,1 % и другое, см. в сноске к строке «Другие»):
| Национальность | Численность, чел. | Доля     |
| -------------- | ----------------- | -------- |
| Русские        | 176 123           | 80,47 %  |
| Армяне         | 1567              | 0,72 %   |
| Украинцы       | 1332              | 0,61 %   |
| Татары         | 1020              | 0,47 %   |
| Узбеки         | 875               | 0,40 %   |
| Таджики        | 776               | 0,35 %   |
| Белорусы       | 394               | 0,18 %   |
| Киргизы        | 346               | 0,16 %   |
| Молдаване      | 331               | 0,15 %   |
| Азербайджанцы  | 245               | 0,11 %   |
| Грузины        | 225               | 0,10 %   |
| Другие         | 35 621            | 16,28 %  |
| Итого          | 218 855           | 100,00 % |

## Населённые пункты
В Богородский городской округ (город областного подчинения Ногинск с административной территорией) входят 82 населённых пункта, в том числе: 5 городских (из них 3 города, 2 посёлка городского типа) и 77 сельских населённых пунктов:
| №  | Населённый пункт        | Тип                     | Население | бывшее до 05.06.2018 муниципальное образование |
| -- | ----------------------- | ----------------------- | --------- | ---------------------------------------------- |
| 1  | Ногинск                 | город                   | ↗102 392  | городское поселение Ногинск                    |
| 2  | Старая Купавна          | город                   | ↗23 553   | городское поселение Старая Купавна             |
| 3  | Электроугли             | город                   | ↘17 793   | городское поселение Электроугли                |
| 4  | Обухово                 | посёлок городского типа | ↘8486     | городское поселение Обухово                    |
| 5  | имени Воровского        | посёлок городского типа | ↗16 398   | городское поселение имени Воровского           |
| 6  | 2-й Бисеровский участок | посёлок                 | ↘64       | городское поселение Электроугли                |
| 7  | Аборино                 | деревня                 | ↘69       | сельское поселение Аксёно-Бутырское            |
| 8  | Авдотьино               | деревня                 | ↘820      | сельское поселение Ямкинское                   |
| 9  | Аксёно-Бутырки          | деревня                 | ↘271      | сельское поселение Аксёно-Бутырское            |
| 10 | Алексеевка              | деревня                 | ↗22       | сельское поселение Аксёно-Бутырское            |
| 11 | Афанасово-1             | деревня                 | ↘10       | сельское поселение Аксёно-Бутырское            |
| 12 | Балобаново              | село                    | ↗722      | городское поселение Обухово                    |
| 13 | Бездедово               | деревня                 | ↘30       | сельское поселение Аксёно-Бутырское            |
| 14 | Белая                   | деревня                 | ↗397      | сельское поселение Аксёно-Бутырское            |
| 15 | Берёзовый Мостик        | деревня                 | ↗29       | сельское поселение Аксёно-Бутырское            |
| 16 | Бисерово                | село                    | ↗213      | городское поселение Старая Купавна             |
| 17 | Богослово               | село                    | ↗46       | сельское поселение Буньковское                 |
| 18 | Боково                  | деревня                 | ↗19       | сельское поселение Ямкинское                   |
| 19 | Большое Буньково        | деревня                 | ↗4084     | сельское поселение Буньковское                 |
| 20 | Борилово                | деревня                 | ↗18       | сельское поселение Аксёно-Бутырское            |
| 21 | Боровково               | деревня                 | ↘366      | сельское поселение Мамонтовское                |
| 22 | Булгаково               | деревня                 | ↘73       | городское поселение Электроугли                |
| 23 | Вишняково               | деревня                 | ↘464      | городское поселение Электроугли                |
| 24 | Воскресенское           | село                    | ↘182      | сельское поселение Ямкинское                   |
| 25 | Гаврилово               | деревня                 | ↗86       | сельское поселение Мамонтовское                |
| 26 | Горбуша                 | посёлок                 | ↘343      | сельское поселение Аксёно-Бутырское            |
| 27 | Горки                   | деревня                 | ↘497      | сельское поселение Мамонтовское                |
| 28 | Громково                | деревня                 | ↗45       | сельское поселение Ямкинское                   |
| 29 | Дядькино                | деревня                 | ↗84       | сельское поселение Ямкинское                   |
| 30 | Ельня                   | деревня                 | ↗183      | сельское поселение Аксёно-Бутырское            |
| 31 | Жилино                  | деревня                 | ↗121      | сельское поселение Мамонтовское                |
| 32 | Загорново               | деревня                 | ↘119      | городское поселение Ногинск                    |
| 33 | Затишье                 | посёлок                 | ↘127      | сельское поселение Буньковское                 |
| 34 | Зелёный                 | посёлок                 | ↗4066     | городское поселение Старая Купавна             |
| 35 | Зубцово                 | деревня                 | ↘73       | сельское поселение Мамонтовское                |
| 36 | Ивашево                 | деревня                 | ↗178      | сельское поселение Аксёно-Бутырское            |
| 37 | Исаково                 | деревня                 | ↘368      | городское поселение Электроугли                |
| 38 | Кабаново                | деревня                 | ↗50       | сельское поселение Ямкинское                   |
| 39 | Калитино                | деревня                 | ↘21       | сельское поселение Мамонтовское                |
| 40 | Каменки-Дранишниково    | деревня                 | ↘167      | сельское поселение Аксёно-Бутырское            |
| 41 | Карабаново              | деревня                 | ↘36       | сельское поселение Мамонтовское                |
| 42 | Караваево               | деревня                 | ↘883      | сельское поселение Буньковское                 |
| 43 | Кашино                  | деревня                 | ↘11       | сельское поселение Аксёно-Бутырское            |
| 44 | Клюшниково              | деревня                 | ↘105      | городское поселение Ногинск                    |
| 45 | Колонтаево              | деревня                 | ↘369      | сельское поселение Аксёно-Бутырское            |
| 46 | Колышкино Болото        | посёлок                 | ↘84       | городское поселение Ногинск                    |
| 47 | Кролики                 | деревня                 | ↘0        | городское поселение Электроугли                |
| 48 | Кудиново                | село                    | ↗5368     | сельское поселение Аксёно-Бутырское            |
| 49 | Мамонтово               | село                    | ↘1027     | сельское поселение Мамонтовское                |
| 50 | Марьино                 | деревня                 | ↗359      | городское поселение Электроугли                |
| 51 | Марьино-2               | деревня                 | ↘16       | сельское поселение Аксёно-Бутырское            |
| 52 | Марьино-3               | деревня                 | ↗93       | сельское поселение Ямкинское                   |
| 53 | Меленки                 | деревня                 | ↗10       | сельское поселение Аксёно-Бутырское            |
| 54 | Мишуково                | деревня                 | ↗24       | сельское поселение Ямкинское                   |
| 55 | Молзино                 | деревня                 | ↗1442     | городское поселение Ногинск                    |
| 56 | Новая Купавна           | деревня                 | ↗844      | городское поселение Старая Купавна             |
| 57 | Ново                    | деревня                 | ↗96       | сельское поселение Мамонтовское                |
| 58 | Новое Подвязново        | деревня                 | ↘265      | городское поселение Ногинск                    |
| 59 | Новосергиево            | село                    | ↗60       | сельское поселение Мамонтовское                |
| 60 | Новостройка             | посёлок                 | ↘2066     | сельское поселение Буньковское                 |
| 61 | Новые Псарьки           | деревня                 | ↗88       | сельское поселение Аксёно-Бутырское            |
| 62 | Оселок                  | деревня                 | ↗35       | сельское поселение Аксёно-Бутырское            |
| 63 | Пашуково                | деревня                 | ↗55       | сельское поселение Ямкинское                   |
| 64 | Пешково                 | деревня                 | ↗110      | сельское поселение Аксёно-Бутырское            |
| 65 | Радиоцентра-9           | посёлок                 | ↘455      | сельское поселение Аксёно-Бутырское            |
| 66 | Турбазы «Боровое»       | посёлок                 | ↘300      | сельское поселение Буньковское                 |
| 67 | Починки                 | деревня                 | ↗435      | сельское поселение Ямкинское                   |
| 68 | Пятково                 | деревня                 | ↗65       | сельское поселение Ямкинское                   |
| 69 | Рыбхоз                  | посёлок                 | ↗853      | городское поселение Старая Купавна             |
| 70 | Следово                 | деревня                 | ↗112      | сельское поселение Мамонтовское                |
| 71 | Соколово                | деревня                 | ↗411      | сельское поселение Ямкинское                   |
| 72 | Старые Псарьки          | деревня                 | ↗149      | сельское поселение Аксёно-Бутырское            |
| 73 | Стромынь                | село                    | ↘5430     | сельское поселение Мамонтовское                |
| 74 | Стулово                 | деревня                 | ↗226      | сельское поселение Аксёно-Бутырское            |
| 75 | Тимково                 | деревня                 | ↗208      | сельское поселение Мамонтовское                |
| 76 | Тимохово                | деревня                 | ↘894      | сельское поселение Аксёно-Бутырское            |
| 77 | Черепково               | деревня                 | ↘49       | сельское поселение Аксёно-Бутырское            |
| 78 | Черново                 | деревня                 | ↘108      | сельское поселение Мамонтовское                |
| 79 | Шульгино                | деревня                 | ↘52       | сельское поселение Аксёно-Бутырское            |
| 80 | Щекавцево               | деревня                 | ↘78       | сельское поселение Мамонтовское                |
| 81 | Щемилово                | деревня                 | ↗875      | городское поселение Старая Купавна             |
| 82 | Ямкино                  | село                    | ↗1766     | сельское поселение Ямкинское                   |

### Военные городки
В составе Богородского городского округа имеются следующие военные городки:
- Ногинск-9
- в/г № 41 (Воскресенское)
- в/г № 1 (Ямкино)
- в/г № 415 (Ивашево).

## Общая карта
Легенда карты:
|  | Более 100 000 жителей |
|  | 20 000—50 000 жителей |
|  | 5000—10 000 жителей   |
|  | 1000—5000 жителей     |
|  | 500—1000 жителей      |

## Экономика
Перечень системообразующих организаций Московской области на территории округа
- АО «Акрихин»
- ООО МПЗ «Богородский»
- ООО «Вило Рус»
- АО «ВОСТОК-СЕРВИС-СПЕЦКОМПЛЕКТ»
- ООО «КРИСТАЛЛ»
- ООО «Купавинские тепловые сети»
- ООО «М-пластика»
- АО «НАУЧНО-ИССЛЕДОВАТЕЛЬСКИЙ И ПРОЕКТНО-ТЕХНОЛОГИЧЕСКИЙ ИНСТИТУТ ЭЛЕКТРОУГОЛЬНЫХ ИЗДЕЛИЙ»
- АО «НПК Альтернативная энергетика»
- АО «НПО ПРИБОР ИМЕНИ С. С. ГОЛЕМБИОВСКОГО»
- ОАО «НПТО ЖКХ»
- ООО «ОБЛТРАНСТЕРМИНАЛ»
- ООО «ОСТИН»
- АО «ПОЛИГОН ТИМОХОВО»
- ООО «Производственная Компания Аквалайф»
- ООО «Промкомплектация»
- ООО «РОТО ФРАНК»
- АО «ТРЭМ Инжиниринг»
- ОАО «Хлебпром»
- АО «502 завод по ремонту военно-технического имущества»

Экономический потенциал
Экономический потенциал городского округа формируется, в первую очередь, за счёт промышленности, основными отраслями которой являются: химическое производство; производство пищевых продуктов, включая напитки; производство резиновых и пластмассовых изделий; производство прочих неметаллических продуктов; производство электрооборудования, электронного и оптического оборудования и др.
Химическое производство в городском округе представлено АО «Акрихин» и АО «Завод Химреактивкомплект» (выпуск лекарственных средств), ООО «СетесКосметикс» и ООО «Хенкель РУС» (производство парфюмерных и косметических средств), а также ЗАО «Эльф-филлинг», ООО «Лакра Синтез», ООО «МеффертПродакшн» и ООО «Радуга Синтез» (выпуск лакокрасочной продукции и др.).
Производство пищевых продуктов и напитков сосредоточено на таких предприятиях, как мясоперерабатывающий завод «Богородский», ООО «Мартин», ООО "Производственная компания «Аквалайф», ОАО «Хлебпром», ОАО «ЭФКО», Ногинский пищевой комбинат, АО «Русское море», Ногинский хлебокомбинат, Богородский хладокомбинат.
Электрооборудование, электронное и оптическое оборудование производят такие крупные предприятия, как АО «Завод „Энергокабель“, ООО „ТЭЛ-Электроника“, Научно-исследовательский и проектно-технологический институт электроугольных изделий, ЗАО „Микрос“.
Резиновые и пластмассовые изделия выпускают ООО „М-Пластика“, ООО „Хюбнер“, ООО „Албеа РУС“, ООО „Поликом“ и др.
Потребность строительных организаций в газобетоне, строительных металлических конструкциях, битуминозных смесях на основе природного асфальта и керамической плитке обеспечивают Ногинский комбинат строительных изделий, ООО „ПЕРИ“, ОАО „Бонолит-строительные решения“, Ногинский трубопрофильный завод, Ногинский комбинат строительных смесей», ООО «БИТУМИКС», Литейно-механический завод.
На выпуске кружевного сетчатого и гардинно-тюлевого полотна, чулочно-носочных изделий, спецодежды специализируются предприятия ООО «Текстиль М», ООО «АКОС ТЭКС», ОАО «Красная Лента», ООО «Тексвел».
Сельское хозяйство

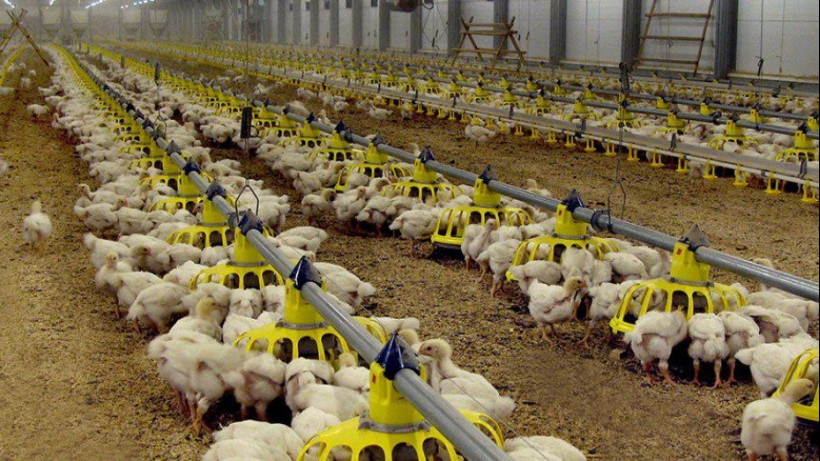
Птицефабрика в Богородском городском округе

Данную отрасль формируют такие предприятия, как ЗАО «Ногинское», ООО «Элота», ООО «АПХ „Кудиново“, фермерские хозяйства Волковой Н. М., Ткаченко Е. И., специализирующиеся на молочном животноводстве и растениеводстве, АО „Бисеровский рыбокомбинат“ — на рыбоводстве, ООО „Кобб Раша“ — на племенном птицеводстве, фермерское хозяйство Стрих А. В. — на растениеводстве, ОАО „Московское“ по племенной работе» — на производстве племенной продукции быков.
Индустриальные и многофункциональные парки
В 37 километрах от Москвы по Горьковскому шоссе, в 50 км от аэропорта «Жуковский» находится индустриальный парк «Богородск» — самый крупный частный парк на территории России. ИП «Богородск» представляет собой промышленную зону, насчитывающую 35 действующих резидентов из 9 стран. Площадь промышленной зоны составляет 256 га, с общей численностью работающих 6200 человек. Особенность парка — автономный характер, полностью исключающий проблему технологического присоединения к сетям при вводе в эксплуатацию новых объектов. Резидентам парка предлагаются аренда или выкуп промышленных участков земли с уже подведёнными коммуникациями, строительство промышленных или складских объектов, а также выгодные условия по финансированию и кредитованию.
Формирование парка началось с 2006 года в результате принятия постановления правительства Московской области от 30.06.2005 № 410/24 «Об утверждении Программы правительства Московской области по созданию промышленных округов на территории Московской области на период до 2010 года». Целью проекта является концентрация высокотехнологичных производств, внедрение научной организации труда с одновременным развитием социальной инфраструктуры в Богородском городском округе, образование новых рабочих мест.
Якорными компаниями парка стали представители немецкого бизнеса, которые играют ведущую роль в структуре кластера. В 2017—2018 годах на территории парка открыты производства компаний: YKK (Япония), Фольманн (Германия), Скания (Швеция), Фармалакт (Сербия), Сисмекс (Япония). Перспективы развития ИП «Богородск» включают в себя общую территорию до 400 га. Количество рабочих мест в границах индустриального парка — до 10 000. Период развития 5-7 лет. Количество предприятий — до 50.
На территории сельского поселения Буньковское, на 58-м километре Горьковского шоссе, располагается многофункциональный парк «Успенский». Площадь парка 200 гектаров. В нём функционируют 4 производственных предприятия, 2 логистических центра, сервисный центр по продаже, техническому и гарантийному обслуживанию автомобилей, а также ЗАО «Агрокомплекс Ногинский» — один из крупнейших производителей сухого яичного меланжа и бутилированной питьевой воды в восточном Подмосковье.
В 27 километрах от МКАД по Горьковскому шоссе на территории площадью 112,5 га находится комплекс «Атлант-Парк», располагающий складами для стеллажного хранения со встроенными техническими помещениями. «Атлант-Парк» является крупнейшим складским и производственным комплексом восточного направления Московской области.
В 2018 году вблизи деревни Булгаково по Носовихинскому шоссе запущена в эксплуатацию первая очередь транспортно-логистического центра «Восточный». Комплекс занимает 105 га и предназначен для обработки грузов, следующих в Московскую область железнодорожным транспортом. Включает в себя контейнерный терминал с двумя площадками, парк погрузочно-разгрузочной техники, административно-хозяйственный и офисный комплексы, складские сооружения общей площадью 300 000 м². Строительство ТЛЦ «Восточный» началось в 2017 году после подписания трёхстороннего соглашения между правительством Московской области, ОАО «РЖД» и компанией «ОблТрансТерминал». На базе ТЛЦ «Восточный» планируется создание транспортно-логистического хаба — индустриального парка «Восточный», общая площадь которого составит около 311 га.
Банки и страхование
В городском округе ведут деятельность кредитно-финансовые учреждения: ВТБ, Возрождение (банк), Сбербанк, Почта Банк, банк Авангард, Совкомбанк, Росгосстрах Банк, Росбанк, Россельхозбанк, Банк Хоум Кредит, Ренессанс Банк, Русфинанс Банк, Транснациональный банк, Восточный Экспресс Банк, УРАЛСИБ, а также страховые компании: Согласие, Ресо-гарантия, Альянс СК ОАО, АльфаСтрахование, Ренессанс страхование, ЗАО «Макс», Росгосстрах, Ингосстрах.

## Транспорт
Крупнейшими транспортными узлами городского округа является Ногинск, Старая Купавна и Электроугли.
Автомобильный
Территорию городского округа пересекают крупные федеральные автомобильные дороги:
- М7 «Волга» (через Зелёный, Старую Купавну, Обухово, Ногинск и Большое Буньково),
- А107 «ММК» (через Ямкино, Ногинск и Электросталь),
- Носовихинское шоссе (через Вишняково, Электроугли, им. Воровского и Елизаветино)
- А103 Щёлковское шоссе (через деревни Громково и Дядькино до Черноголовки)

Особое значение имеют дороги Р109 Электроугли — Щёлково «Кудиновское шоссе» (через Кудиново и Обухово), а также Ногинск — Киржач (выход на А108 «МБК» и во Владимирскую область)
Железнодорожный
В городском округе довольно густая сеть железных дорог:
- линия Москва — Нижний Новгород (остановки Купавна, 33 км, Электроугли, 43 км, Храпуново, а также в соседнем ГО Электросталь: Есино и Фрязево)
- однопутное ответвление от Фрязево на Ногинск (остановки в соседнем ГО Электросталь: Металлург, Электросталь, Машиностроитель, в Богородском ГО: Ногинск и Захарово)
- двухпутное ответвление от Фрязева на Щёлково и Мытищи (остановки Кашино, Колонтаево и в соседнем ГО Электросталь ост. Лесная)

Имеются и грузовые ветки: Купавинская (к Старой Купавне) и Черноголовская (к Черноголовке от Ногинска).
Энергетический
В микрорайоне Красный Электрик Ногинска расположена электроподстанция «Ногинск», входящая в Московское энергетическое кольцо и согласующая густую сеть линий электропередач.
Высоковольтные подстанции «Восточных электрических сетей» — филиала ПАО «МОЭСК», расположенные на территории округа:
- в Ногинске: подстанции № 43 «Истомкино», класс напряжения 110/6 кВ; № 84 «Глухово», 110/6 кВ; № 380 «Захарово», 110/35/6 кВ;
- в Старой Купавне: подстанции № 131 «Акрихин», 35/6 кВ; № 652 «Шульгино», 110/10/6 кВ; № 788 «Мишино», 110/6 КВ;
- в Псарьках: № 333 «Ельня», 110/35/6 кВ;
- в Воскресенском: № 223 «Глебово», 35/6 кВ;
- в Горячевке: № 225 «Голубино», 35/6 кВ;
- на 33-м километре: № 100 «Купавна», 110/35/6 кВ;
- в Тимохове: № 120 «Храпуново», 35/6 кВ;
- в Храпуново: подстанции № 172 «Тимохово», 110/10 кВ, № 242 «Булгаково», 110/10 кВ;
- в Белой: № 414 «Кудиново», 110/35/6 кВ;
- во Всеволодове: № 601 «Дружба», 110/10/6 кВ;
- в Электроуглях: № 640 «Агат», 110/6 кВ;
- в Бунькове: подстанции № 532 «Буньково», 35/6 кВ; № 602 «Боровое», 110/10 кВ;
- в Дуброве: подстанции № 78 «Дивная», 35/6 кВ; № 660 «Шерна», 110/35/6 кВ[25].

Через городской округ проходит внешний Московский кольцевой газопровод с ответвлениями на крупные населённые пункты.
В городском округе проходит и крупный нефтепродуктопровод, подающий авиакеросин к Чкаловскому и Шереметьевскому аэропортам от Московского и Рязанского НПЗ.

## Образование
В населённых пунктах городского округа функционируют 30 муниципальных образовательных учреждений, из них: Центров образования — 28, дополнительного образования — 2 -.

## Здравоохранение
Главное звено оказания первичной и специализированной медицинской помощи населению — государственное бюджетное учреждение здравоохранения Московской области «Ногинская Центральная районная больница» (ГБУЗ МО «НЦРБ»). В структуру ГБУЗ МО «НЦРБ» входят 16 обособленных структурных подразделений (филиалов), обслуживающих население городского округа. Для оказания медицинских услуг сельским жителям в 2017—2018 годах построены и введены в эксплуатацию фельдшерско-акушерские пункты в деревнях Починки, Тимохово, Караваево.

## Культура
В населённых пунктах городского округа работают 75 учреждений культуры, в том числе 31 библиотека, 7 муниципальных образовательных учреждений дополнительного образования детей в сфере культуры, Ногинский музейно-выставочный центр с филиалом, Эстрадно-духовой оркестр Богородского городского округа, Московский областной театр драмы и комедии, Ногинское районное отделение Всероссийской творческой общественной организации «Союз художников России» (Ногинский Дом художника). На территории городского округа расположены 154 объекта культурного наследия.

## Социальная защита
На территории округа работают 4 государственных бюджетных учреждения социального обслуживания Московской области:
- Ногинский комплексный центр социального обслуживания населения (отделения дневного пребывания, срочного социального обслуживания и социально-реабилитационное отделение);
- Ногинский социально-реабилитационный центр для несовершеннолетних" (отделения диагностики и социальной реабилитации, отделение реабилитации несовершеннолетних с ограниченными возможностями, участковая служба, включающая в себя группу социального патроната);
- Пансионат «Ногинский» (социальное обслуживание граждан пожилого возраста и инвалидов I и II групп, нуждающихся в постороннем уходе в условиях постоянного или временного проживания);
- Социально-оздоровительный центр «Акрихин-здоровье», расположенный в городе Старая Купавна (оказание социально-медицинских и оздоровительных услуг: лечебная физкультура, массаж, теплолечение, физиотерапевтическое лечение.

## Побратимы
Бугульминский муниципальный район (Республика Татарстан), Борисовский район Минской области (Республика Беларусь), город Санари-сюр-Мэр (Франция), город Мохаммедия (Королевство Марокко), Средне-Банатский округ и город Зренянин (Сербия).

## Достопримечательности
- Николо-Берлюковская пустынь